# Elaeocarpus treubii
Elaeocarpus treubii là một loài thực vật có hoa trong họ Côm. Loài này được Hochr. mô tả khoa học đầu tiên năm 1904.